# 馬塔瓦西區
馬塔瓦西區（西班牙語：Distrito de Matahuasi），是秘魯的一個區，位於該國中部胡寧大區的康塞普西翁省，始建於1896年10月23日，面積24.74平方公里，海拔高度3,262米，2005年人口5,072，人口密度每平方公里210人。